# Universalgeni

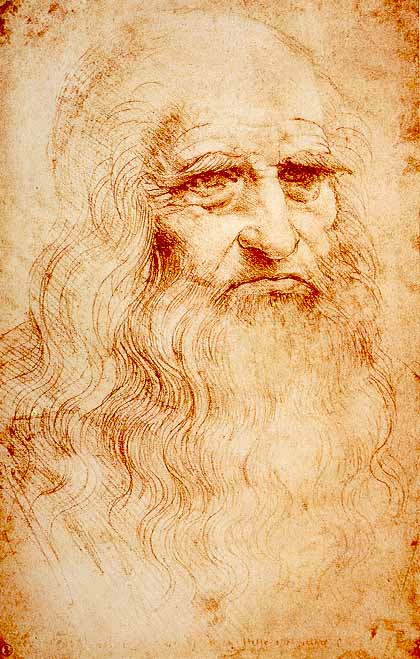
Leonardo da Vinci ansågs vara ett universalgeni.

Ett universalgeni är en person som excellerar inom flera specialistområden. Ett fåtal personer har kapacitet att bli universalgenier, kännetecknande är hög intelligens, motivation, nyfikenhet och inspiration. Begreppet har sitt ursprung i Italien under renässansen. 

## Renässansens ideal
Renässansen är en kulturell rörelse som sträckte sig från 1300-talet till 1600-talet och som uppstod vid medeltidens slut på italienska halvön innan den spreds till resten av Europa. Under renässansen förväntades en herre eller hovman kunna tala flera språk, spela instrument, skriva poesi, känna till geografi och vara berest.
Ordet universalgeni kommer ursprungligen från ordet universitet. På denna tid innebar studier vid universitet ofta en utbildning som sträckte sig inom flera olika områden, däribland vetenskap, filosofi, teologi, ridning, fäktning och musik. Till skillnad från dagens universitetsstudier som är betydligt mer specialiserade fick studenter under renässansen en mer specialiserad lärlingsutbildning först efter universitetsstudierna. Universitetsutbildningen var högt ansedd, och mycket viktig om man ville bli lärling inom naturvetenskap eller filosofi. Baldassare Castiglione skrev under renässansen boken Il Cortegiano som beskriver hur man blir ett universalgeni.
Baldassare Castiglione’s guide betonade att ett universalgeni bör ha många talanger, vilket han kallade ”sprezzatura”. För en hovman innebar detta att han skulle ha en fristående, sval, nonchalant attityd samt tala väl, sjunga, recitera poesi, ha bra hållning, vara atletisk, känna till humaniora och klassiker, kunna måla och rita samt många andra färdigheter, utan att ha ett pråligt eller skrytsamt beteende. Universalgeniet skulle utföra och uppvisa sina talanger utan ansträngning, på ett avslappnat och naturligt sätt. På sätt och vis påminner detta gentlemannaideal om Konfucius ideal, som redan långt tidigare skildrat höviskt beteende, fromhet, pliktskyldighet och tjänstvillighet som gentlemannadygder. Den avslappnade hanteringen av svåra uppgifter påminner också om motsvarande tankar inom Zen, exempelvis i bågskytte där ingen medveten uppmärksamhet finns vilket ger bättre och mer ädel skicklighet. Castiglione menar att de färdigheter som ska framstå som lätta och uppnådda utan ansträngning bör bygga på gedigna kunskaper och träning. I ord och handling ska hovmannen: ”undvika tillgjordhet och istället …utöva…en viss ”sprezzatura” som döljer all förställning och får allt som sägs eller görs att framstå som spontant och utan att man ägnat det varken ansträngning eller eftertanke”.
Detta ideal skiljer sig något från dagens definition av ordet "universalgeni" i det att man även inkluderar annat än intellektuella framsteg. Historiskt (cirka 1450–1600) åsyftade ordet en person som strävade efter att "utveckla sin kapacitet så långt som möjligt", man skulle förena både mental och fysisk begåvning, och – som Castiglione antyder – uppvisa sin talang utan "tillgjordhet". En duktig atlet skulle också tillskansa sig teoretisk bildning, medan en bildad man inte skulle försumma fysisk träning. Som exempel kan ges Leon Battista Alberti, som inte bara var arkitekt, konstnär, poet, skulptör, vetenskapsman, matematiker och uppfinnare utan dessutom var en skicklig ryttare och skytt.

## Renässansens män
Försiktighet är nödvändig när man tolkar ordet universalgeni i en källa, eftersom det går att tolka på olika sätt och har olika betydelser. I listor över universalgenier räknas ofta alla områden personerna var aktiva inom upp, även om de kanske endast var experter inom ett eller två områden. 
Begreppet universalgeni som vi förknippar det med renässansen bygger primärt på epokens syn på bildning.

## Renässansens ideal idag
Renässanshumanismens ideal var att sträva efter att uppnå största möjliga bildning. Under denna epok kom flera personer i närheten av idealet med djup kunskap inom flera områden. Jacob Burckhardt etablerade begreppet i sitt berömda verk Renässanskulturen i Italien år 1860. Det anses väldigt svårt att få en encyklopedisk kunskap, och ännu svårare att vara expert och ha bred kunskap i många områden. Begreppet universalgeni används ibland med en potentiellt negativ klang.
Många specialister menar att renässansmänniskans ideal är dömt till att vara en anakronism, på grund av dagens hyperspecialisering. Det är inte ovanligt att en specialist har samlat kunskap inom några områden under hela sitt liv, och många experter har gjort sig kända endast för att de dominerat i olika delområden eller traditioner eller för deras bidrag i att integrera kunskap om olika delområden eller traditioner. Idag är expertkunskaper ofta förknippade med dokument, certifikat, diplom och examina tillskrivna sådana, och en person som tycks ha en stor mängd av dessa uppfattas ofta ha mer utbildning än praktisk erfarenhet. Självlärda universalgenier kombinerar ofta didaktisk utbildning och kompetens inom flera områden med autodidakt forskning och erfarenhet för att skapa renässansens ideal. Flera områden kan ta många år att bli expert inom, vilket ofta kräver att en person börjar redan i tidig ålder. Inom vissa områden krävs dessutom kulturella kunskaper som kan vara svåra att ta till sig om man inte är uppvuxen inom den kulturen.

## Exempel på personer som kallats universalgenier
- Olof Rudbeck den äldre, botaniker, arkitekt och vetenskapsman
- Imhotep, egyptisk arkitekt och läkare i tjänst hos farao Djoser
- Hildegard av Bingen, tysk abbedissa under 1100-talet
- Michail Lomonosov, rysk vetenskapsman
- Albertus Magnus, tysk filosof, teolog och naturforskare
- William Shakespeare, engelsk poet, skådespelare och dramatiker
- Leonardo da Vinci, italiensk målare, ingenjör, uppfinnare, arkitekt och naturforskare
- Carl von Linné, svensk botaniker med vidsträckta intressen
- Benjamin Franklin, amerikansk uppfinnare, politiker, affärs- och vetenskapsman
- Richard Francis Burton, brittisk upptäcktsresande, författare, etnolog, lingvist, fäktare och diplomat.
- Albert Schweitzer, fransk teolog, läkare och filosof.
- Jamgön Ju Mipham Gyatso, tibetansk polyhistor, författare, poet, astrolog.